# وشتی
وَشْتی (به عبری: וַשְׁתִּי‎)، همسر پاکدامن و ملکه نخست اخشورش (به روایتی خشایارشا) در کتاب استر است که به علت نپذیرفتن خواسته شاه برای حضور به‌صورت عریان در ضیافت روز هفتم، از جایگاه خود به عنوان ملکه برکنار شد.

## ریشه‌شناسی نام
معنای وشتی در عبری مشخص نیست. لیکن در فارسی نو (برپایه ریشه‌های پارسی باستان/ایرانی باستان) به معنای «بهترین» است که احتمالاً برگرفته از واژه پارسی باستان «وَیْشتی» (به پارسی باستان:𐎺𐎡𐏁𐎫) باشد که با حالت صفت عالی «وَهیشتَ» (به اوستایی: 𐬬𐬀𐬵𐬌𐬱𐬙𐬀، آوانگاری: vahišta) مرتبط باشد که در اوستایی یافت می‌شود. اگر پیشنهاد ریشه‌شناختی یادشده درست باشد، پس با افزودن پایانه مادینه‌ساز اوستایی «ئی» (به اوستایی: -𐬍، آوانگاری: -ī) این واژه به معنای «بهترین زنان و برترین زنان» معنا می‌دهد.
هوشاندر پیشنهاد می‌دهد که واژه اصلی وَشْتَرِیرَ (vashtateira) مورد تأیید نیست و بایستی ریشه‌ای از سْتَتِیْرَ (Stateira) داشته باشد. فرهنگ نام‌های انجیلی هیتکوک (به انگلیسی: Hitchcock's Bible Names Dictionary)در سده نوزدهم کوشیده بود که نام یادشده را به‌عنوان اسمی عبری در معنای «آنچه می‌نوشند» یا «نخ» پیشنهاد کند. منتقدان کتاب استر پیشنهاد داده‌اند که این نام ممکن است ریشه‌ای از ایزدبانوی عیلامی داشته باشد که ماشتی 
(به عیلامی: 𒈠𒐼𒋾، mašti) نام داشته‌است.
وشتی یکی از نام‌های بسیار نادر در تنخ است که با حرف واو شروع شده‌است و این حرف در تنخ اشاره به برجستگی یا مهم بودن واژه یادشده دارد. نام‌های عبری که با واو شروع می‌شوند نادر و کمیاب هستند زیرا گرایش ریشه‌شناختی برای واژه آغازین با واو در زبان عبری به حرف یُذ تبدیل می‌شود.

## صحت تاریخی

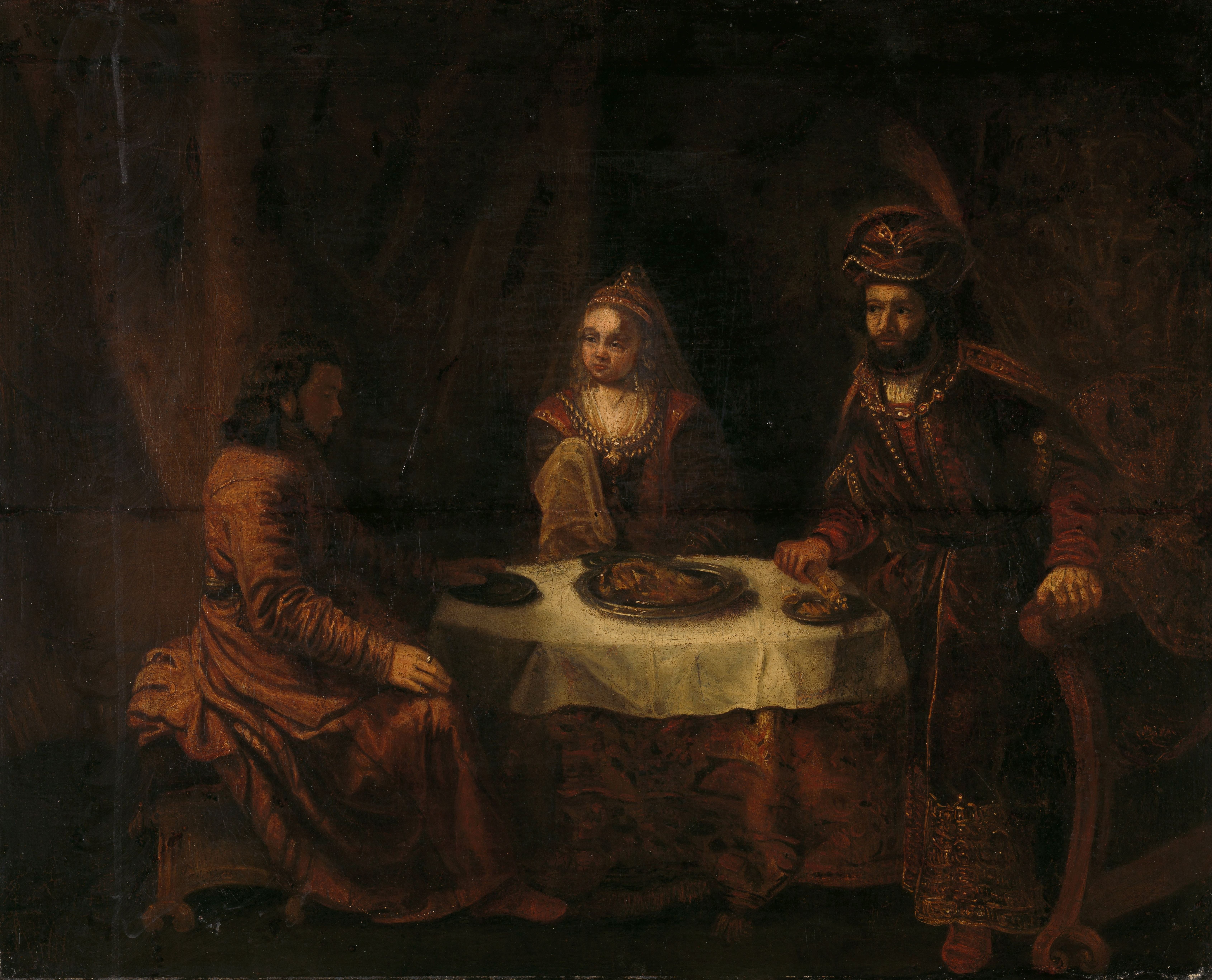
موزه خشم آهاشوروس رایکس SK-A-3489

به‌گفتهٔ مک‌کولوگ شاید ذراتی از حقیقت در پشت داستان استر باشد ولی کتاب در وضع حاضرش دارای اشتباهات و تناقضاتی است که باید به‌عنوان یک افسانه تاریخی (نه روایت تاریخی) قلمداد شود. نام همسر خشایارشا به استناد هرودوت، آمستریس دختر اتانس بوده درحالی که هیچ اثری از وشتی یا استر در تاریخ هرودوت و سایر مورخان یونانی نیست.